# Kimi to Boku no Saigo no Senjō, Arui wa Sekai ga Hajimaru Seisen
Kimi to Boku no Saigo no Senjō, Arui wa Sekai ga Hajimaru Seisen (キミと僕の最後の戦場、あるいは世界が始まる聖戦 lit. Nuestra Última Cruzada o el Surgimiento de un Nuevo Mundo?) es una serie de novelas ligeras escrita por Kei Sazane e ilustrada por Ao Nekonabe. Fujimi Shobō, bajo Kadokawa Corporation, ha publicado dieciséis volúmenes desde mayo de 2017 bajo su etiqueta Fujimi Fantasia Bunko. Una adaptación de manga por okama comenzó a ser serializada en la revista Young Animal de Hakusensha en mayo de 2018. Tanto la novela ligera como el manga han sido licenciados en Norteamérica por Yen Press. Se anunció una adaptación de la serie de televisión de anime en el evento "Fantasia Bunko Dai Kanshasai 2019" el 20 de octubre de 2019. El anime se estrenó el 9 de octubre del 2020. Una segunda temporada se estrenará en 2024. Una tercera temporada se estrenará el 4 de abril del 2025.

## Argumento
Iska es encarcelado con pena de cadena perpetua por liberar a una bruja. Pero tan solo un año después de tal suceso, es liberado con la condición que derrote a la bruja Alice, más conocida como la "Bruja de la Calamidad de Hielo". Él acepta, pero pide a cambio que se le proporcione a sus antiguos compañeros como parte de su equipo. Estos son: Jhin Syulargun, Mismis Klass y Nene Alkaston.

## Personajes

### Personajes principales
Iska (イスカ Isuka?)
 Seiyū: Yūsuke Kobayashi, Tommy Rojas (español latino)
Un chico prodigio que recibió el título más alto del Imperio por logros militares "el San Apóstol" a la edad más joven de la historia. Tiene 16 años y empuña la espada especial de doble filo "Star Blade". La razón por la que se lanza a las batallas es para poner fin a la guerra. Iska es calmado y de modales apacibles, pero se mantendrá firme contra las cosas que van en contra de sus creencias.
Aliceliese Lou Nebulis IX (アリシーゼ・ルー・ネブリス・九世 Arishīze rū Neburisu Kyūsei?)
 Seiyū: Sora Amamiya, Jocelyn Robles (español latino)
Segunda princesa de la soberanía de Nebulis. Tiene 17 años y es una poderosa elemental astral de Hielo. La gente del Imperio la teme como la "Bruja de la Calamidad del Hielo". La razón por la que considera el derrocamiento del Imperio como objetivo es crear un mundo en el que nadie sea oprimido ni perseguido. Rara vez muestra emoción en el campo de batalla, pero es sensible y compasiva de corazón.

### Imperio
Jhin Syulargun (ジン・シュラルガン Jin Shurarugan?)
 Seiyū: Shun'ichi Toki, Carlos Siller (español latino)
El francotirador de confianza de la unidad N07 a la que pertenece Iska. Fresco y sereno bajo cualquier circunstancia. Se entrenó con Iska con el mismo tutor, por lo que su relación se remonta a mucho tiempo atrás. Es franco y mal hablado, pero considerado con sus camaradas de corazón, un tipo realmente genial.
Mismis Klass (ミスミス・クラス Misumisu Kurasu?)
 Seiyū: Nao Shiraki, Ximena de Anda (español latino)
Comandante de la unidad N07 a la que pertenece Iska. Aunque no es buena en el combate de primera mano, es una líder muy capaz que respeta el juicio de los miembros de su escuadrón y es capaz de responder bien a sus frágiles demostraciones de emociones. Ella es de complexión pequeña y tiene cara de bebé, a menudo es infantil en su habla y comportamiento, pero en realidad tiene 22 años, es completamente una adulta.
Nene Alkaston (音々・アルカストーネ Nene Arukasutōne?)
 Seiyū: Kaori Ishihara, Yaha Lima (español latino)
Una ingeniera mecánica de la unidad N07 a la que también pertenece Iska. Nene es muy hábil en el manejo de todo tipo de armas y máquinas. También es conocida como una investigadora destacada. Ella es muy alegre y atractiva; y se refiere a Iska como "Iska-nii".
Risya In Empire (璃洒・イン・エンパイア Rurisha In Enpaia?)
 Seiyū: Ayana Taketatsu, Carla Castañeda (español latino)
Quinto asiento de los Santos Discípulos. Sirve como abogada especial del consejo de defensa. Una prodigio singular en multitud de campos diversos. Es amigable y accesible, pero sumamente diligente. Ella es el tipo de líder que ordena a la unidad N07 ponerse en peligro con una sonrisa. Está en buenos términos con Mismis.
Nameless (ネームレス Nēmuresu?)
 Seiyū: Jun Kasama, Gerardo Vásquez (español latino)
El octavo asiento de los Santos Discípulos. Un asesino envuelto en un camuflaje óptico y sin igual en el combate, no puede tolerar ningún obstáculo a sus acciones y ejecutará sin piedad sus misiones sin hacer caso de amigos o enemigos. Hay una fría racionalidad en todo lo que hace.

### Agencia imperial de la casa
Rin Vispose (燐・ヴィスポーズ Rin Visupōzu?)
 Seiyū: Yumiri Hanamori, Wendy Malvárez (español latino)
Ayudante y criada de Aliceliese. Una elemental astral de tierra y luchadora experta en artes marciales. También es muy buena en técnicas de asesinato y puede evaluar cualquier situación con precisión. Está comprometida con Aliceliese, a quien idolatra, pero también tiene dificultades para lidiar con los comportamientos caprichosos de Aliceliese.
Sisbell Lou Nebulis IX (シスベル・ルゥ・ネビュリス9世 Shisuberu Ruu Nebyurisu 9-sei?)
 Seiyū: Azumi Waki, Marisol Hamed (español latino)
Tercera princesa de la soberanía de Nebulis. Una maga astral, es capaz de conjurar ilusiones visuales y auditivas. En su juventud, era una pequeña marimacho luchadora que igualaba en habilidades a Aliceliese, pero desde entonces se ha vuelto un poco solitaria y tiende a evitar involucrarse con la gente.
Millavair Lou Nebulis VIII (ミラベア・ルゥ・ネビュリス8世 Mirabea Ruu Nebyurisu 8-sei?)
 Seiyū: Aya Hisakawa, Alma Juárez (español latino)
La actual reina de la soberanía de Nebulis. Es la madre de las tres princesas Elletear, Aliceliese y Sisbell. Ella guarda rencor contra un imperio que ha perseguido injustamente a los magos astrales y proclamará con orgullo que la aniquilación total del imperio es un verdadero deseo más profundo de los magos astrales.
Elletear Lou Nebulis IX (イリーティア・ルゥ・ネビュリス9世 Irītia Ruu Nebyurisu 9-sei?)
 Seiyū: Miyuki Sawashiro, Andrea Orozco (español latino)
La primera princesa de la soberanía de Nebulis. Reconocida por su incomparable belleza de elegancia y gracia, cuenta con un amplio apoyo popular para conquistar el trono. Su comportamiento brillante y social la deja bien posicionada hacia los otros linajes nobles. Está profundamente preocupada por el futuro del imperio.
Lord Mask (仮面 卿 Kamen Kyō?)
 Seiyū: Hikaru Midorikawa, Erick Selim (español latino)
El jefe interino de la familia Zoa. Debajo de su traje negro y su máscara, se esconde un extremista violento que insta a una guerra total contra el imperio. Detrás de escena, un secreto se desata entre él, la reina y la familia Lou.
Kissing Zoa Nebulis IX (キッシング・ゾア・ネビュリス９世 Kisshingu Zoa Nebyurisu 9-sei?)
 Seiyū: Konomi Kohara, Nycolle González (español latino)
La niña preciada de la familia Zoa. Una maga astral de espinas capaz de desatar innumerables agujas negras, puede destruir todo lo que perfora y reconstruirlo. Se dice que su poder supera incluso al de Alice. Ella no tiene emociones y es propensa a murmurar.

## Medios de comunicación

### Novela ligera
Kimi to Boku no Saigo no Senjō, Arui wa Sekai ga Hajimaru Seisen está escrita por Kei Sazane e ilustrada por Ao Nekonabe. El primer volumen de novela ligera fue publicado el 20 de mayo de 2017 por Fujimi Shobō bajo su selllo Fujimi Fantasia Bunko. A octubre de 2024, se han publicado dieciséis volúmenes. Yen Press adquirió la licencia de la serie en Norteamérica y publicó el primer volumen el 24 de septiembre de 2019.

#### Lista de volúmenes
| Volúmenes de novelas ligeras publicadas | Volúmenes de novelas ligeras publicadas | Volúmenes de novelas ligeras publicadas |
| Número                                  | Fecha de lanzamiento                    | ISBN                                    |
| --------------------------------------- | --------------------------------------- | --------------------------------------- |
| 1                                       | 20 de mayo de 2017                      | ISBN 978-4-04-072307-5                  |
| 2                                       | 20 de julio de 2017                     | ISBN 978-4-04-072308-2                  |
| 3                                       | 20 de diciembre de 2017                 | ISBN 978-4-04-072518-5                  |
| 4                                       | 20 de abril de 2018                     | ISBN 978-4-04-072519-2                  |
| 5                                       | 18 de agosto de 2018                    | ISBN 978-4-04-072866-7                  |
| 6                                       | 20 de diciembre de 2018                 | ISBN 978-4-04-072867-4                  |
| 7                                       | 20 de septiembre de 2019                | ISBN 978-4-04-073179-7                  |
| 8                                       | 20 de diciembre de 2019                 | ISBN 978-4-04-073181-0                  |
| 9                                       | 17 de abril de 2020                     | ISBN 978-4-04-073182-7                  |
| SF                                      | 17 de julio de 2020                     | ISBN 978-4-04-073730-0                  |
| 10                                      | 17 de octubre de 2020                   | ISBN 978-4-04-073729-4                  |
| SF 2                                    | 19 de diciembre de 2020                 | ISBN 978-4-04-073731-7                  |
| 11                                      | 20 de mayo de 2021                      | ISBN 978-4-04-074077-5                  |
| 12                                      | 20 de octubre de 2021                   | ISBN 978-4-04-074078-2                  |
| 13                                      | 19 de marzo de 2022                     | ISBN 978-4-04-074443-8                  |
| SF 3                                    | 20 de agosto de 2022                    | ISBN 978-4-04-074617-3                  |
| 14                                      | 20 de diciembre de 2022                 | ISBN 978-4-04-074444-5                  |
| 15                                      | 20 de junio de 2023                     | ISBN 978-4-04-074980-8                  |
| 16                                      | 19 de octubre de 2024                   | ISBN 978-4-04-074981-5                  |

### Manga
okama lanzó una adaptación de manga de la serie en la revista Young Animal de Hakusensha el 11 de mayo de 2018. Siete volúmenes tankōbon se han lanzado hasta ahora. Yen Press también autorizó el manga para su lanzamiento en América del Norte, y el primer volumen se lanzó el 5 de noviembre de 2019.

#### Lista de volúmenes
| Volúmenes de manga publicados | Volúmenes de manga publicados | Volúmenes de manga publicados |
| Número                        | Fecha de lanzamiento          | ISBN                          |
| ----------------------------- | ----------------------------- | ----------------------------- |
| 1                             | 26 de diciembre de 2018       | ISBN 978-4-59-216301-5        |
| 2                             | 29 de junio de 2019           | ISBN 978-4-59-216302-2        |
| 3                             | 26 de diciembre de 2019       | ISBN 978-4-59-216303-9        |
| 4                             | 29 de julio de 2020           | ISBN 978-4-59-216304-6        |
| 5                             | 29 de septiembre de 2020      | ISBN 978-4-59-216305-3        |
| 6                             | 25 de diciembre de 2020       | ISBN 978-4-59-216306-0        |
| 7                             | 28 de abril de 2021           | ISBN 978-4-59-216307-7        |

### Anime
Se anunció una adaptación de la serie de televisión de anime en el evento "Fantasia Bunko Dai Kanshasai 2019" el 20 de octubre de 2019. La serie fue animada por Silver Link y dirigida por Shin Ōnuma y Mirai Minato, con Kento Shimoyama a cargo de la composición de la serie y Kaori Sato como diseñadora de personajes y directora de animación en jefe. Seima Iwahashi, Ryōta Tomura y Ryūichirō Fujinaga de Elements Garden compusieron la música de la serie. La serie se emitió del 7 de octubre al 23 de diciembre de 2020 en AT-X y otros canales. Kaori Ishihara interpretó el tema de apertura "Against", mientras que Sora Amamiya interpretó el tema de cierre "Koori no Torikago" (氷の鳥籠?). Funimation adquirió la serie y la transmitió en su sitio web en América del Norte, Gran Bretaña e Irlanda, y en AnimeLab en Australia y Nueva Zelanda.
El 1 de octubre de 2021, se anunció que se había dado luz verde a una secuela. Más tarde se reveló que sería una segunda temporada. Está animada por Silver Link y Studio Palette y dirigida por Yuki Inaba, con Studio Palette a cargo de la composición de la serie, Kaori Yoshihara diseñando los personajes y Elements Garden componiendo la música. Inicialmente estaba previsto que se estrenara en 2023, pero más tarde se retrasó hasta 2024. Crunchyroll obtuvo la licencia de la segunda temporada.
El 6 de agosto de 2024, se anunció la suspensión de manera indefinida de la segunda temporada debido a problemas de producción. La temporada reiniciará la transmisión desde el primer episodio el 10 de abril de 2025.
El 1 de octubre de 2021, Funimation anunció que la serie había recibido un doblaje en español latino, la cual se estrenó el 28 de octubre. Tras la adquisición de Crunchyroll por parte de Sony, el doblaje se trasladó a Crunchyroll.